# Ловел, Джон, 4-й барон Ловел
Джон Ловел (англ. John Lovell; приблизительно 1341 — 12 июля 1361) — английский аристократ, 4-й барон Ловел из Тичмарша с 1347 года, старший сын Джона Ловела, 3-го барона Ловела, и Изабель ла Зуш. После смерти отца унаследовал баронский титул и земли в Нортгемптоншире и Оксфордшире с центрами в Тичмарше и Минстер Ловеле соответственно. Умер молодым, не успев жениться, так что его наследником стал младший брат, тоже Джон.